# Lewistown (Montana)
Lewistown város az USA Montana államában, Fergus megyében, melynek megyeszékhelye is. Lakosainak száma 5952 fő (2020. április 1.).

## Népesség
A település népességének változása:

| 2010 | 5 901 |
| 2020 | 5 952 |